# Береснівка (Брагінський район)
Береснівка — (біл. вёска Бераснёўка), село (веска) в складі Брагінського району розташоване в Гомельській області Білорусі. Село підпорядковане Маложинській сільській раді і в ньому мешкає 127 осіб (станом на 2004 рік).
Село Береснівка розташоване на південному сході Білорусі, у південній частині Гомельської області, за 25 кілометрів східніше від районного центру Брагіна.